# Diatenes orthodes
Diatenes orthodes är en fjärilsart som beskrevs av Oswald Beltram Lower 1903. Diatenes orthodes ingår i släktet Diatenes och familjen nattflyn. Inga underarter finns listade i Catalogue of Life.